# Ермоген (Корчуков)
Епи́скоп Ермоге́н (в миру Евге́ний Евге́ньевич Корчуко́в; 11 февраля 1981, Москва, РСФСР, СССР) — архиерей Русской православной церкви, епископ Туранский, викарий Кызыльской епархии.
Тезоименитство — 1 (14) сентября (память святого мучника Ермогена Никомидийского).

## Биография
Крещён в 1985 году в храме благоверного князя Александра Невского в Ростове-на-Дону.
Окончил среднюю школу № 4 в Хотькове Московской области. Учился в Рязанском православном духовном училище (два курса). В 1999—2001 годы проходил срочную службу в рядах ВС РФ.
В 2001—2007 годы работал в Миссионерском отделе МДА. В 2006 году окончил Московскую духовную семинарию.
В 2007—2008 годы — псаломщик, в 2008—2010 годы — клирик храма Спаса Нерукотворного Образа — Патриаршего подворья бывших Заиконоспасского и Никольского монастырей в Китай-городе города Москвы.
10 июля 2008 года в храме Спаса Нерукотворного Образа Заиконоспасского ставропигиального монастыря города Москвы игуменом Петром (Афанасьевым) пострижен в иночество.
25 октября 2008 года в храме Воздвижения Креста Господня Крестовоздвиженского Иерусалимского ставропигиального монастыря архиепископом Орехово-Зуевским Алексием (Фроловым) рукоположен в сан иеродиакона.
31 октября 2009 года в Успенском соборе Иосифо-Волоцкого ставропигиального монастыря патриархом Московским и всея Руси Кириллом рукоположен в сан иеромонаха.
В 2010—2020 горды — эконом возрождённого Заиконоспасского ставропигиального монастыря г. Москвы.
4 ноября 2012 года в храме Спаса Нерукотворного Образа Заиконоспасского ставропигиального монастыря города Москвы игуменом Петром (Афанасьевым) пострижен в монашество с именем Ермоген в честь мучника Ермогена Никомидийского.
В 2014 году заочно окончил Московскую духовную академию.
В октябре 2020 года патриархом Кириллом направлен на служение в Кызылскую епархию. Назначен секретарём епархиального управления Кызыльской епархии, руководителем епархиального отдела религиозного образования и катехизации, настоятель прихода храма в честь апостолов Петра и Павла села Черби Кызылского кожууна, настоятель прихода храма в честь святителя Никиты Новгородского посёлка Бай-Хаак Тандинского кожууна, настоятель прихода храма в честь Смоленской иконы Божией Матери села Сукпак Кызылского кожууна, настоятелем прихода в честь преподобного Макария Алтайского Кызылского кожууна Республики Тыва. С того же года — член Общественной палаты Республики Тыва.

### Архиерейство
27 декабря 2023 года решением Священного Синода РПЦ избран епископом Туранским, викарием Кызыльской епархии.
2 января 2024 года в Спасо-Преображенском кафедральном соборе города Абакана архиепископом Абаканским и Хакасским Ионафаном (Цветковым) возведён в сан архимандрита.
14 февраля 2024 года в Тронном зале кафедрального соборного Храма Христа Спасителя в Москве наречён во епископа Туранского, викария Кызыльской епархии.
18 февраля 2024 года в Свято-Троицком храме в Реутове Московской области хиротонисан во епископа Туранского, викария Кызыльской епархии. Хиротонию совершили: патриарх Московский и всея Руси Кирилл, митрополит Крутицкий и Коломенский Павел (Пономарёв), митрополит Воскресенский Григорий (Петров), архиепископ Корейский Феофан (Ким), архиепископ Одинцовский и Красногорский Фома (Мосолов), архиепископ Подольский и Люберецкий Аксий (Лобов), епископ Серпуховской Роман (Гаврилов), епископ Балашихинский и Орехово-Зуевский Николай (Погребняк), епископ Сергиево-Посадский и Дмитровский Кирилл (Зинковский)
12 марта 2024 года решением Священного Синода РПЦ назначен игуменом мужского монастыря в честь равноапостольного князя Владимира в городе Турана Республики Тыва.